# ロッディジーズ家

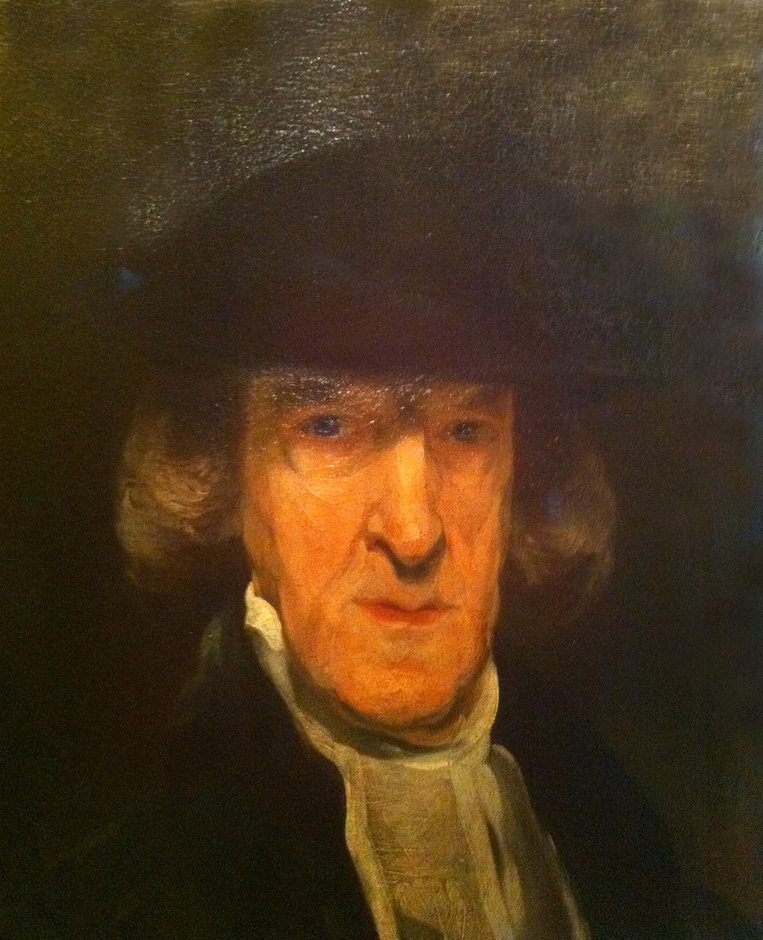
ヨアヒム・コンラート・ロディゲス

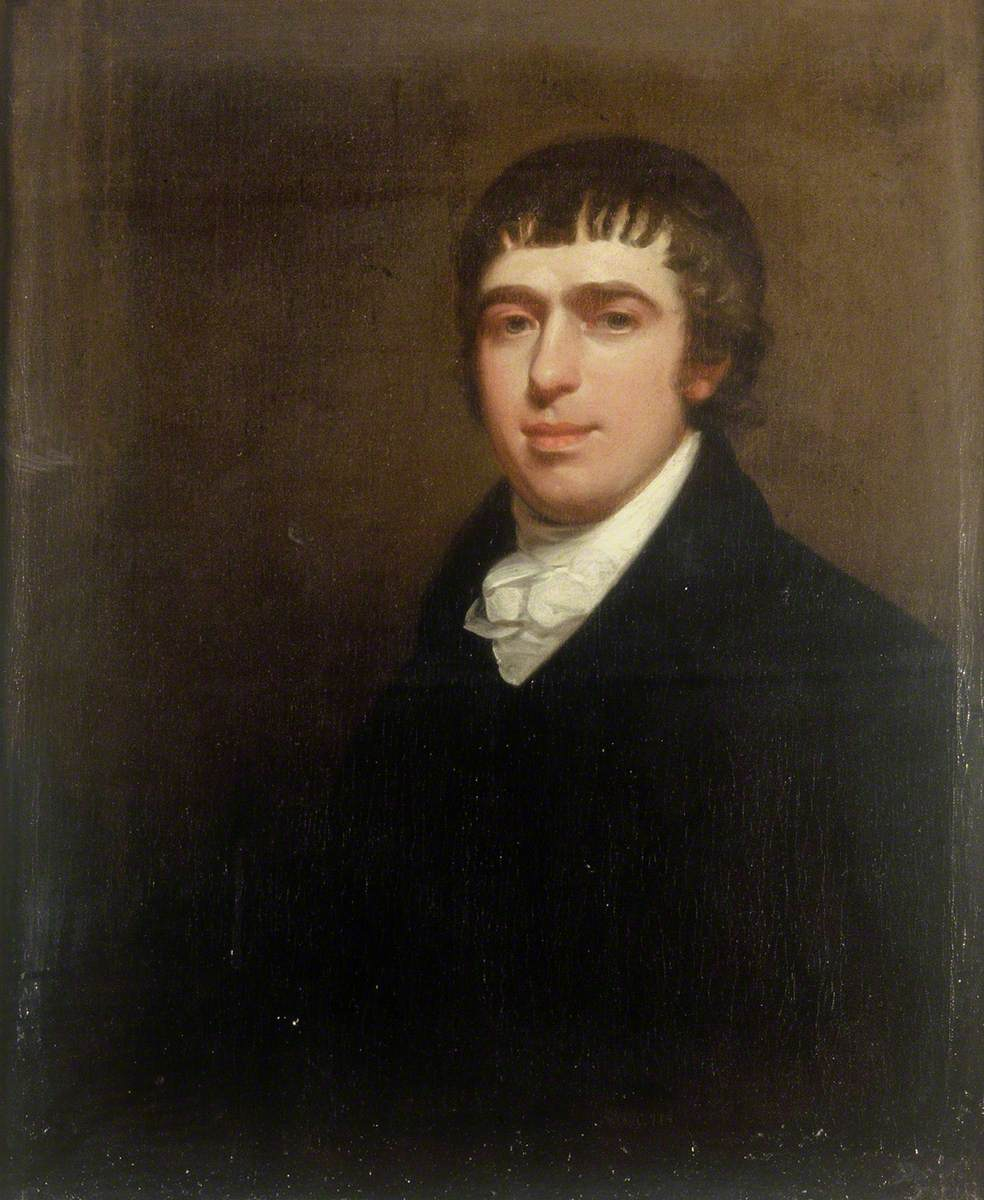
ジョージ・ロッディジーズ

ロッディジーズ家（Loddiges、Joachim Conrad Loddiges ：1738年–1826年、George Loddiges：1786年–1846年）は18世紀から19世紀、イギリスの最も有名な園芸業者のひとつである。世界各地の珍しい植物をヨーロッパの園芸愛好家に供給した。ジョージ・ロッディジーズらは希少植物の図版入りで紹介する雑誌、『ボタニカル・キャビネット』（Botanical Cabinet）を発刊した。

## 概要
園芸業を始めたヨアヒム・コンラート・ロディゲス（Joachim Conrad Loddiges ：1738年–1826年）はドイツ、ニーダーザクセン州のヒルデスハイムに生まれた。父親は Vristbergholzen の貴族の庭師で、ヨアヒムはオランダで修行した後、19歳の時、イギリスに渡り、ロンドンの北部の町ハックニーの医師、J.B.シルヴェスター（J. B. Silvester）の庭師となった。そこで名前をイギリス風にして結婚し、仲間のドイツ人移民、ジョン・ブッシュ（John Busch）とともに、種苗商を始めた。アメリカ合衆国の植物学者、ジョン・バートラムらの博物探検家などに手紙を書き、旅行などで集めた野生の植物の種を送るように依頼した。ロッディジーズが最初にイギリスで栽培に成功した植物にはロドデンドロン・ポンチカム（Rhododendron ponticum）などがある。珍しい植物はロッキンガム侯爵などの顧客に提供された。1777年に最初のカタログが作られ、園芸業はイギリスでマーケットを得て、またヨーロッパでも、屋敷や庭園のための増加する顧客の需要にこたえるようになった。
息子のジョージ・ロッディジーズ（George Loddiges）らはハックニーに大きな植物園（Hackney Botanic Garden）をつくり、1817年から1834年の間、世界中の希少植物の図版入りで紹介する雑誌、『ボタニカル・キャビネット』（Botanical Cabinet）を発刊した。1833年ころから、その頃発明された、植物運搬用の「ウォードの箱」を用い始め、オーストラリアから植物をイギリスに取り寄せた。19世紀の初めには世界最大の温室をつくり、ヨーロッパで最高のヤシとランのコレクションを展示するまでになった。ジョージ・ロッディジーズは植物学者たちと交流し、顕微鏡協会やロンドン・リンネ協会、王立園芸協会やロンドン動物協会の会員になった。
1846年にジョージ・ロッディジーズが死ぬと園芸業はジョージの息子のコンラッド2世（Conrad Loddiges II：1821年–1865年)が継いだがロンドンの発展とともに、ハックニーの土地代が高騰し、植物園の維持が困難となった。1852年から1854年に園芸業をやめ、希少な植物をキューガーデンに売り渡す交渉を行ったが、成功せず、オークションで、希少なランは植物画家のジョン・デイに買い取られ、ヤシは造園家のジョセフ・パクストンが買い取り、シデナムのクリスタルパレスの入口に植えられた。

## ボタニカル・キャビネットの図版
絵はウィリアム・ミラー、版画製作はジョージ・クック(George Cooke: 1781–1834)、（1818年出版）

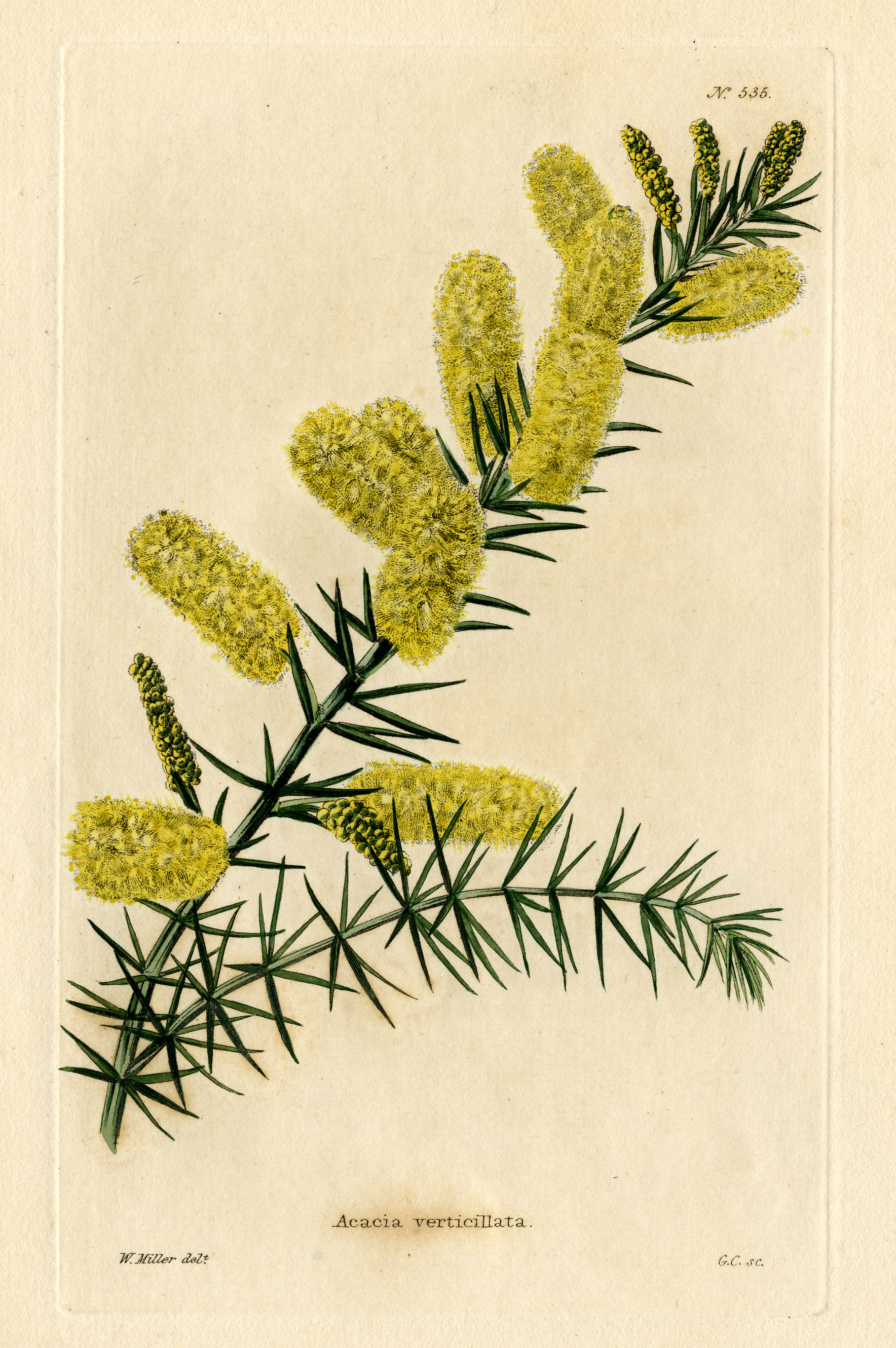
スキバアカシア Acacia verticillata
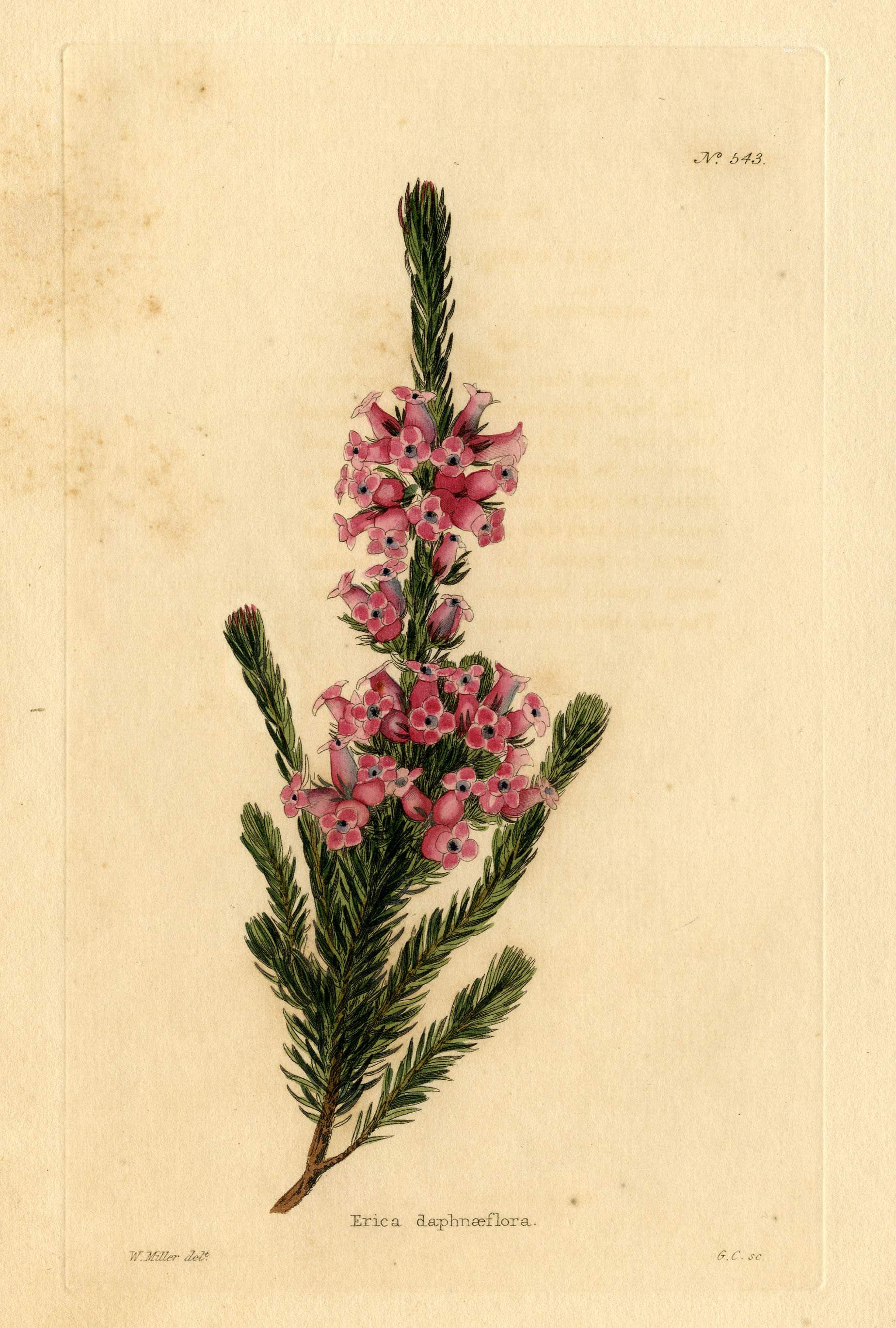
Erica daphniflora
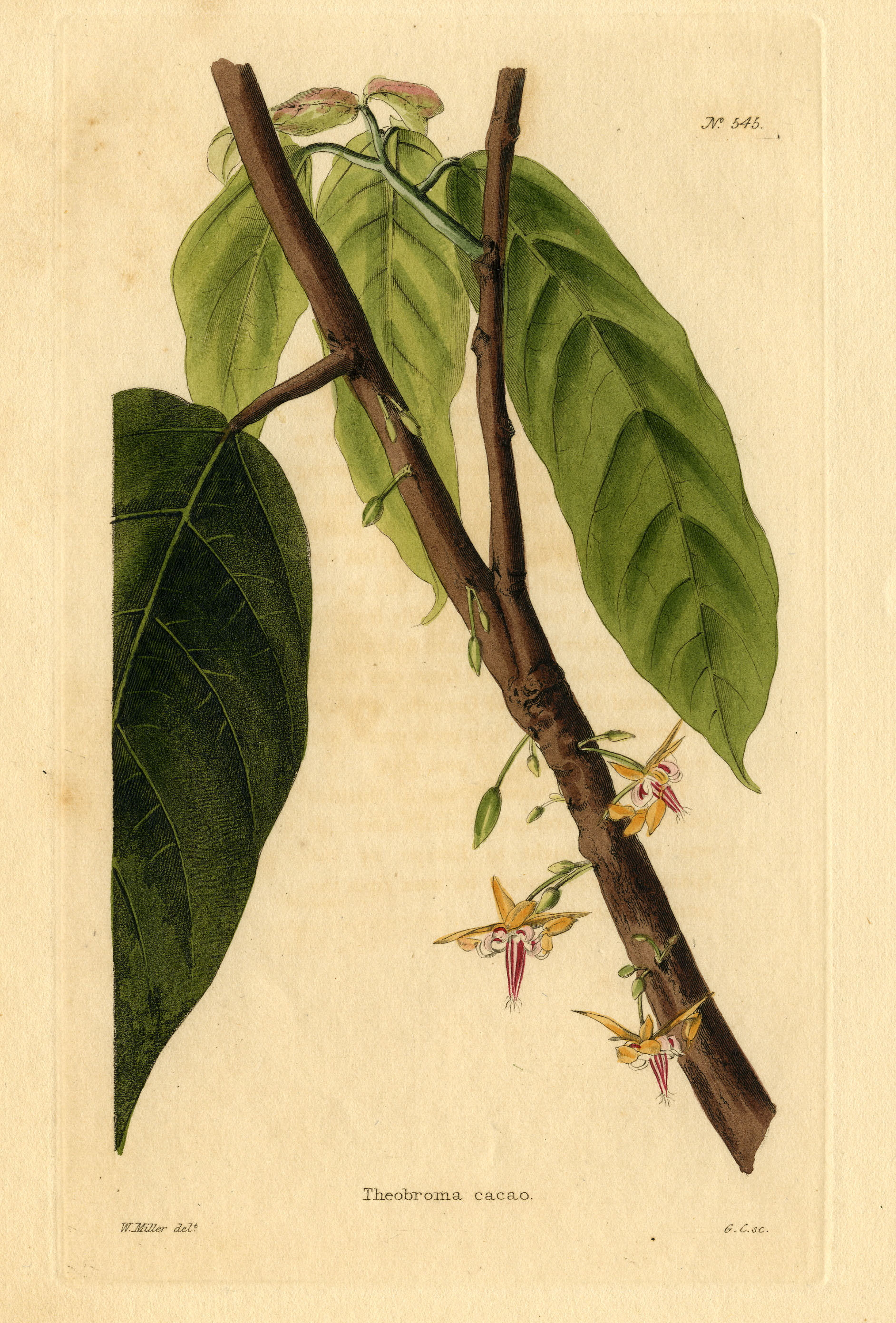
カカオ Theobroma cacao
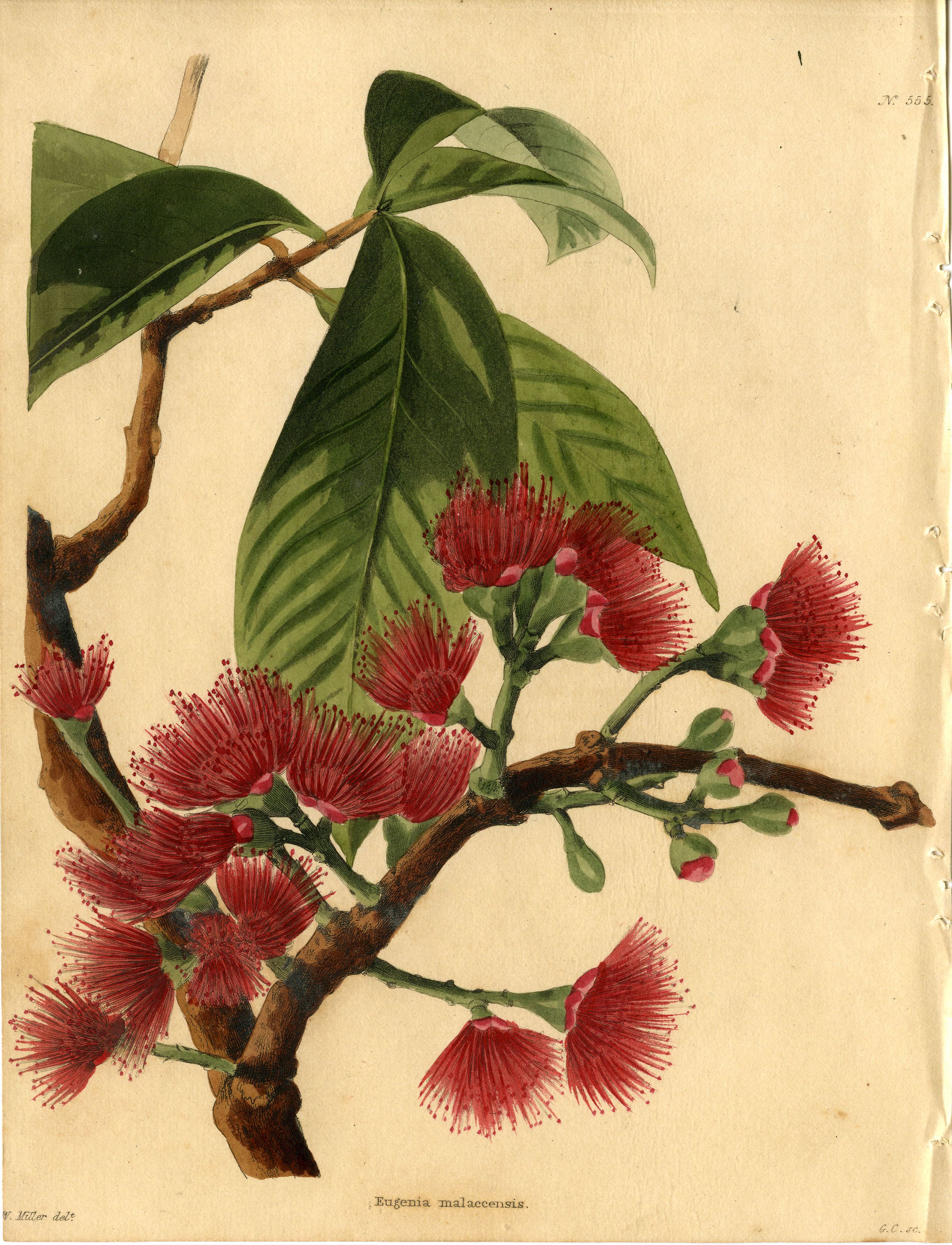
マレーフトモモ Syzygium malaccense（シノニム: Eugenia malaccensis L.）